# Васильево (Мурыгинское сельское поселение)
 Васи́льево (ранее — Вошкино) — деревня в Починковском районе Смоленской области России. Входит в состав Мурыгинского сельского поселения. Население — 34 жителя (2007 год).

## Географическое положение
Расположена в центральной части области в 14 км к северо-западу от Починка, в 2,5 км к востоку от автодороги А141 Орёл — Витебск, на левом берегу реки Россажа. В 6 км к востоку от деревни железнодорожная станция Пересна на линии Смоленск —Рославль.

## История
В 1963 году указом Президиума Верховного Совета РСФСР деревня Вошкино Починковского сельского района переименована в деревню Васильево.

## Достопримечательности
- Памятники археологии: древнее городище днепро-двинских племен раннего железного века (относится к 1-му тысячелетию до н.э.) непосредственно в деревне на берегу Россажи, 3 селища в окрестностях деревни X —XV веков.